# هابسن (آلاباما)
هابسن (به انگلیسی: Hobson) شهرکی در شهرستان واشینگتن ایالت آلاباما است که مساحت آن ۷٫۷ کیلومترمربع است و در سرشماری سال ۲۰۱۰ میلادی، ۱۲۶ نفر جمعیت داشته و تراکم جمعیتی آن، ۱۶٫۳۶ در کیلومترمربع بوده است.